# Hszün
A hszün (egyszerűsített kínai: 埙; klasszikus kínai: 塤; pinjin: xūn) egy nagy múltú kínai ajaksípos fúvós hangszer. Leginkább az okarinához hasonlít azzal a különbséggel, hogy a hszün nem rendelkezik az arra jellemző sípszerkezettel: megszólaltatásához a hangképző nyílás peremére fújják a levegőt, mint a pánsípok esetében. A 9 lyukú hszünnel félhangokat is meg lehet szólaltatni, hangja az okarináéhoz képest vastagabb, szomorúbb és szelesebb, kevésbé tiszta.

## Története
Körülbelül 7000 éves múltra visszatekintő hangszer. Az ókori Kínában a vadászatokhoz használt, pörgetésükkor esetenként süvítő, fütyülő hangot kiadó parittya-kövek megfigyeléseiből, és azok tudatos rekonstruálási kísérleteiből alakult ki később a hangszer korai változata. A legrégebbi, kezdetleges hszün csak egyetlen lyukkal rendelkezett, majd az idők múlásával folyamatosan fejlődött, míg végül az i.e. III. századra eljutott a hat lyukú verzióig. A régmúlt kínai palotáiban kétféle hszünt különböztettek meg, a szong-hszün-t és a ja-hszün-t. A ja-hszün nagyobb méretű volt, és áldozati szertartásokon használták, míg a szong-hszün kisebb méretű volt, ezt használták minden más alkalmakkor. Végül a XX. századra Cao Zheng (a Kínai Központi Zeneakadémia professzora) kitartó próbálkozásai után, Chen Chongnak a Tiencsini Zeneakadémia professzorának sikerült kifejlesztenie a mai kilenclyukú hszünt.

## Felépítése
Különböző méretekben, lapított fenekű tojás alakúra készítik őket, általában nyolc lyukkal (6 az első oldalán, 2 a hátsón), plusz a befúvó (pontosabban ráfúvó) lyuk a tetején. Megszólaltatásához a zenész mindkét kezének első 4 ujját használja (3-3 ujjat az elülső lyukak lefogásához, hüvelykujjakat a két hátsóhoz). A lyukak különböző lefogási variációival lehet a különböző hangmagasságokat előcsalni belőle.

## Anyaga
Leggyakrabban a híres Csiangszu tartomány Jihszing körzetéből való lila színű agyagból készítik, ugyanabból, melyből a híres kínai jihszing teáskannák is készülnek. Ezenkívül előfordulnak még hszünök fából és bambuszból is.

## Hasonló hangszerek
Hozzá hasonló nyugati hangszer az okarina. Koreai testvérhangszere a hun (hangul: 훈; handzsa: 塤), japán rokona pedig a cucsibue (hiragana: つちぶえ ; kandzsi: 土笛).

## Galéria

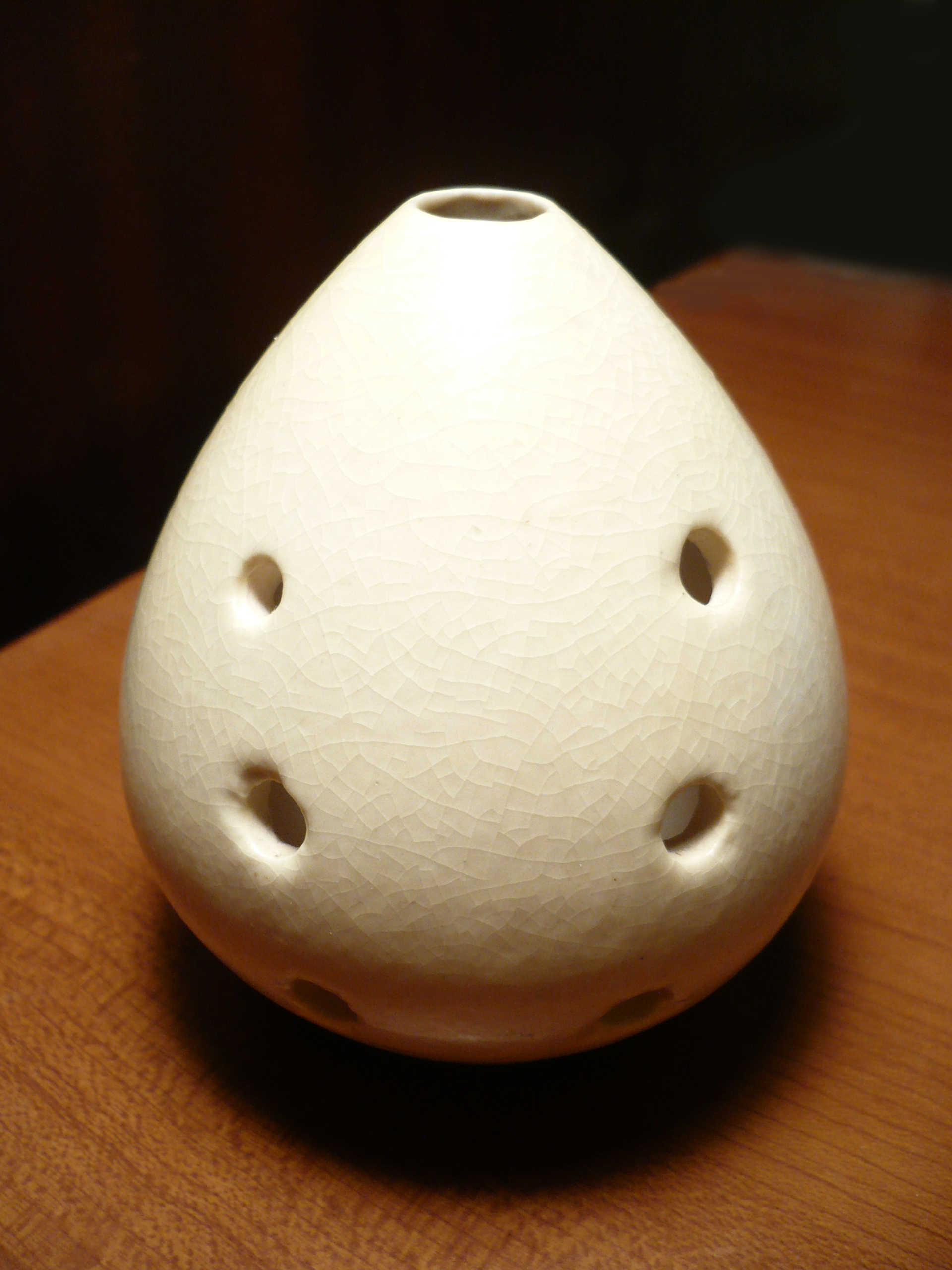
Hszün eleje
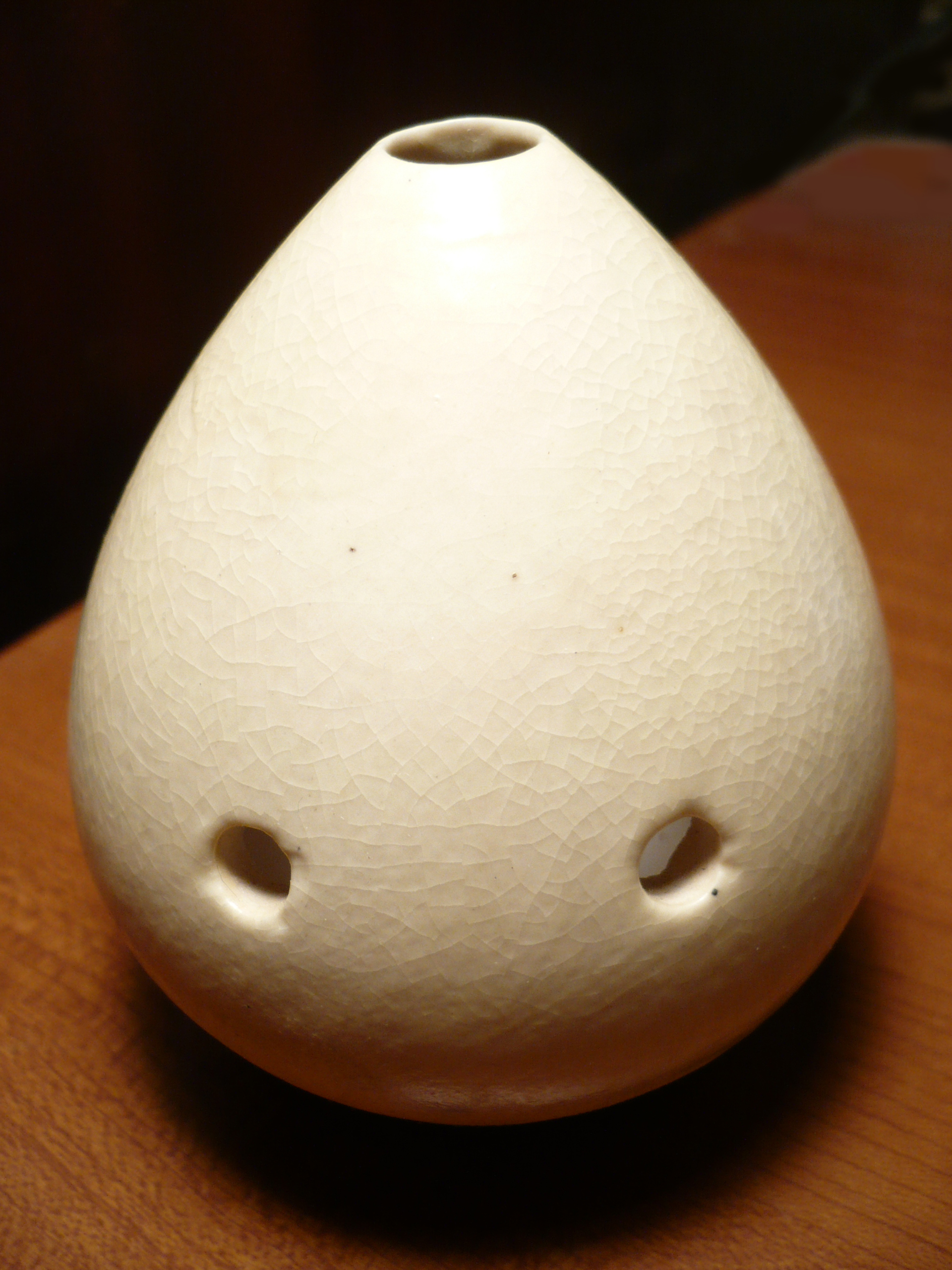
Hszün hátulja
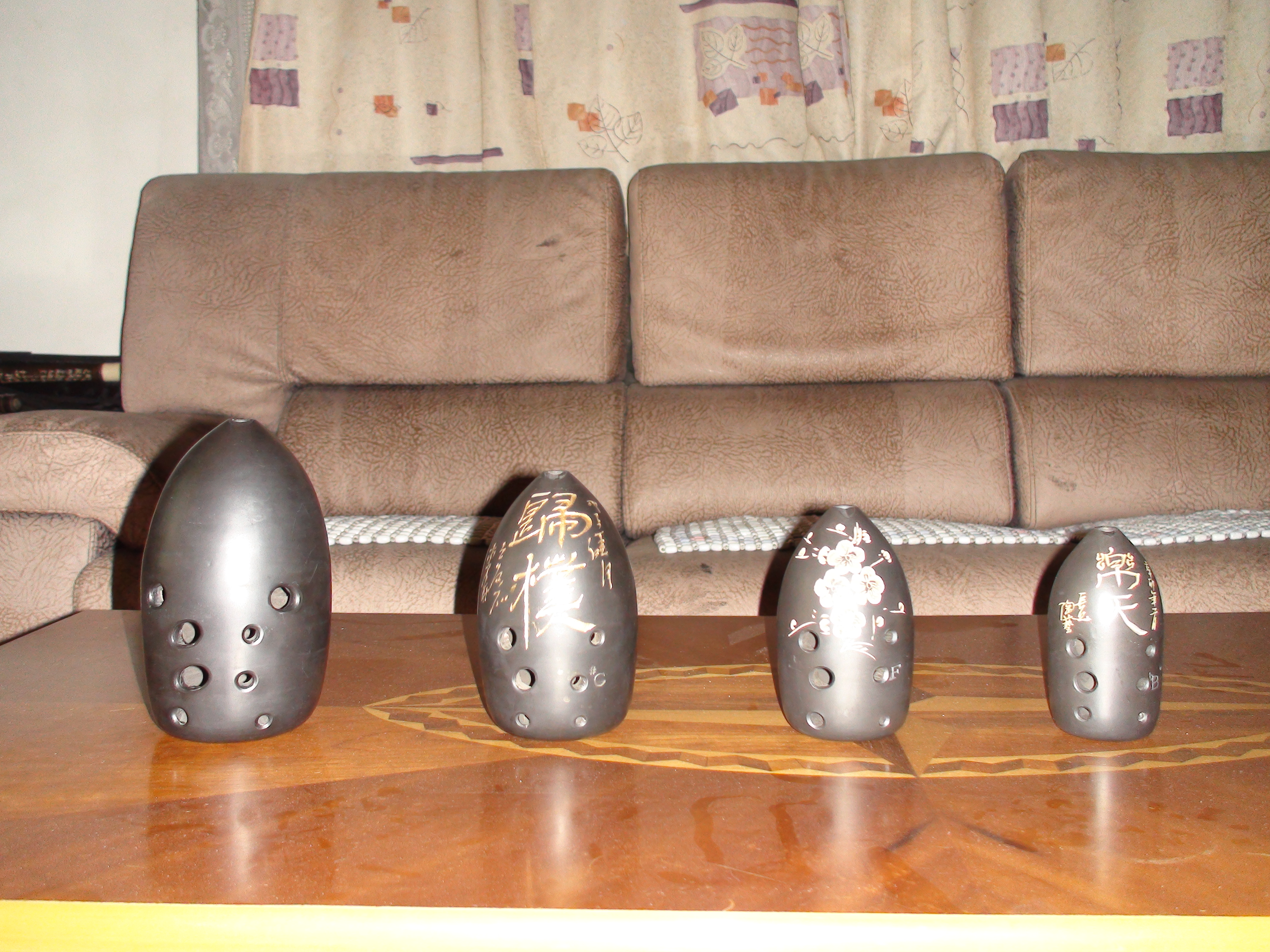
Hszünök elölről
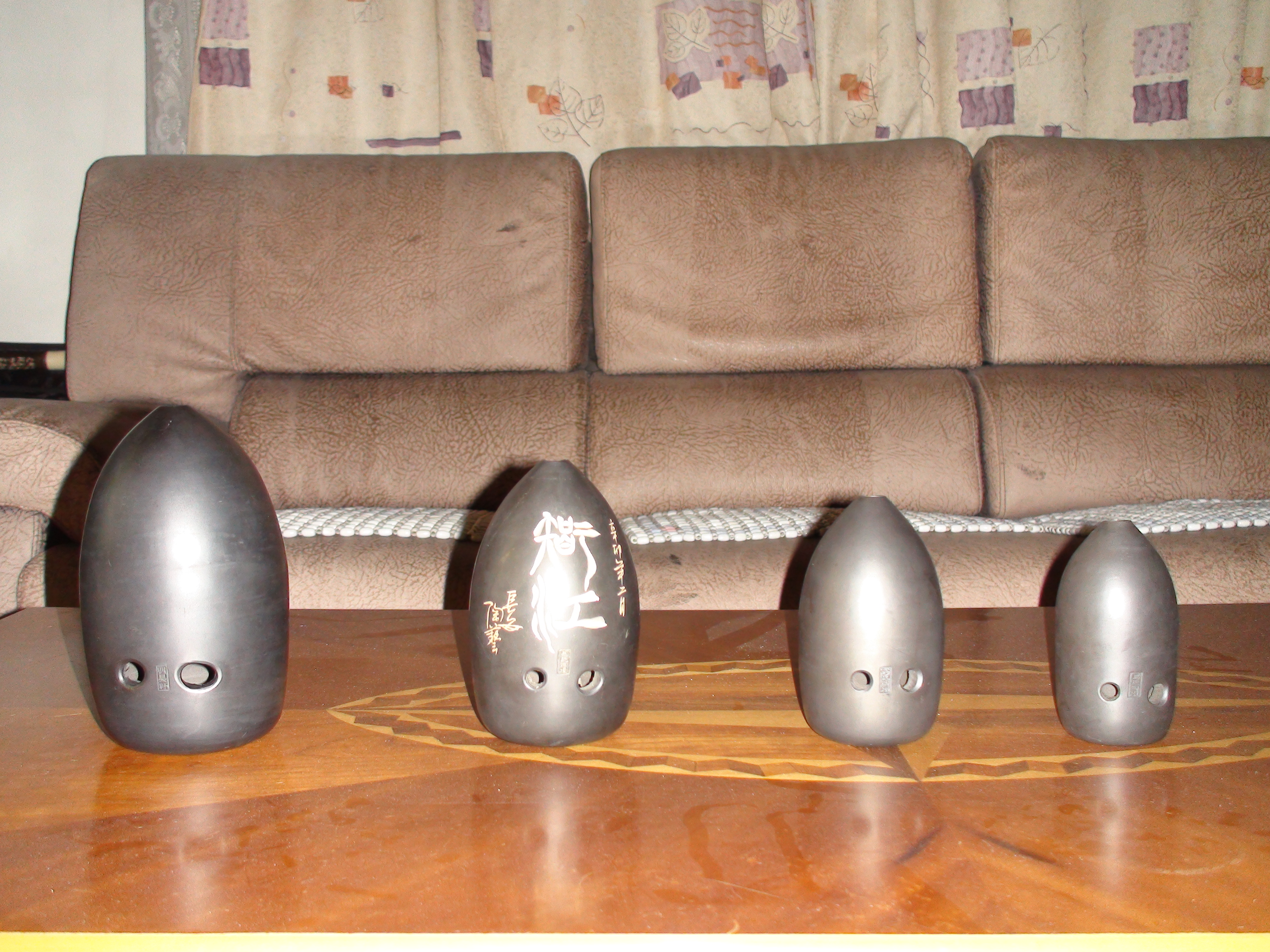
Hszünök hátulról
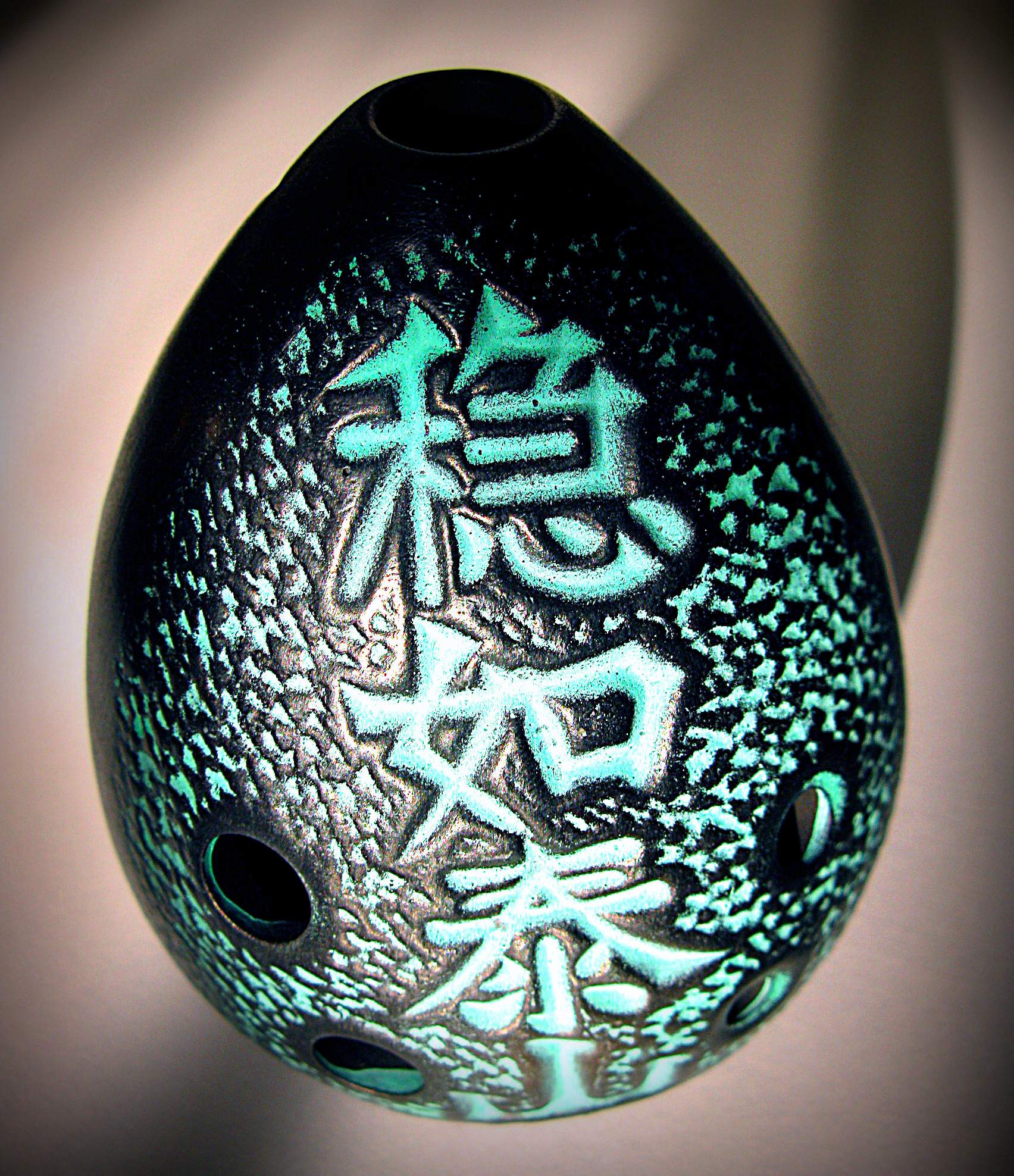
9 lyukú hszün
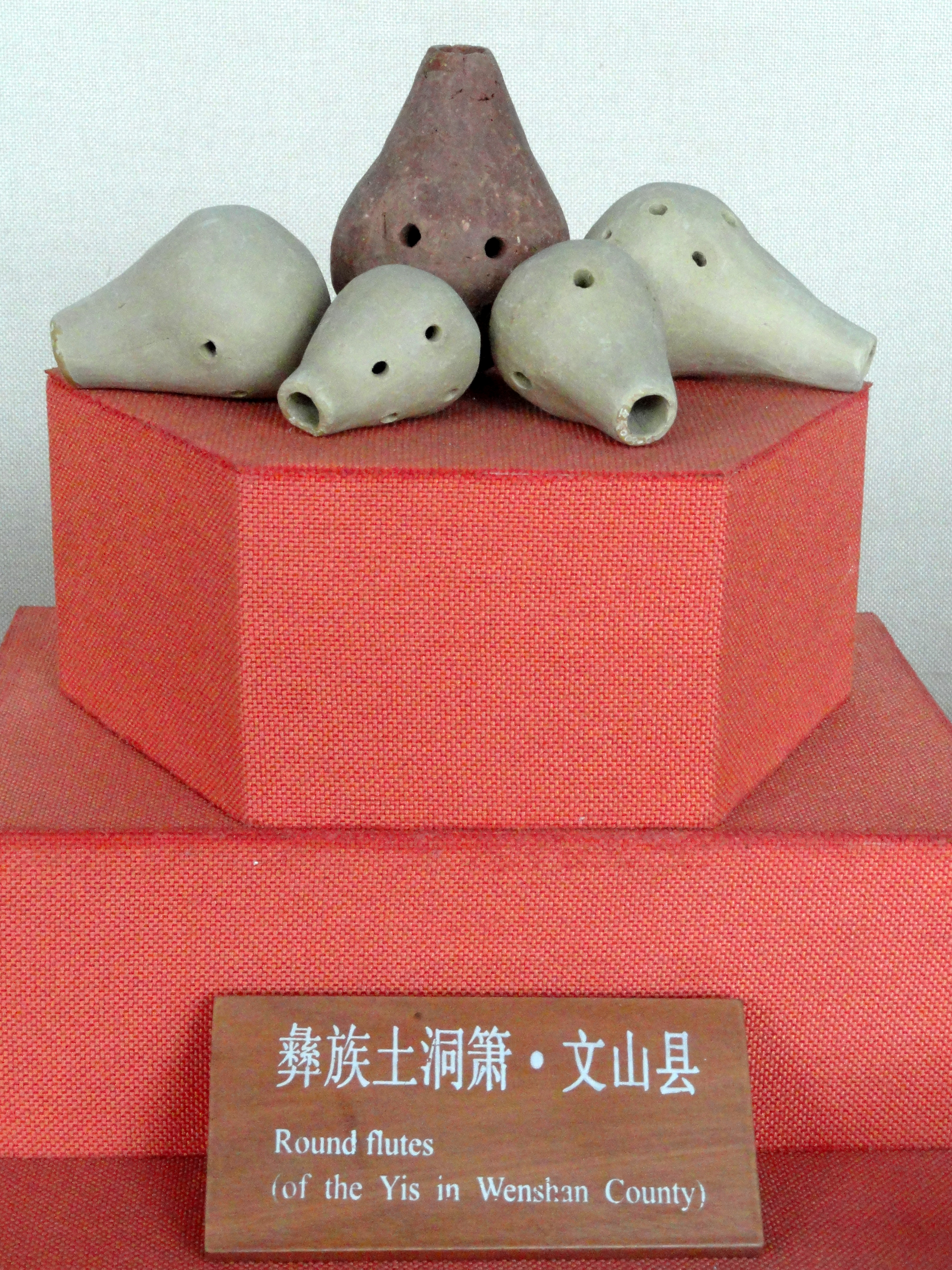
Antik hszünök a Jünnani Nemzeti Múzeumban